# Військова поліція Парани
Військова поліція Парани (порт. Polícia Militar do Paraná) — резерв і допоміжні сили бразильської армії та громадської безпеки системи і бразильської соціального захисту. Його члени називаються військові. Основним завданням військової поліції є активна діяльність з підтримки громадського порядку в штаті Парана.

## Історія
Військова поліція Парани була утворена як загін Єгерських військ 10 серпня 1854 під назвою Сили Поліції як військова компанія. Такий початок є результатом необхідної воєнного підкріплення, в Бразильській Імперії, допомога військам армії, які перебували в аварійній ситуації. З прокламацією Республіки Бразилії прийнято Конституцію, яка посилалася на Сполучені Штати Америки, де членські штати мають велику автономію. Згодом загони штатної поліції стали малими регіональними арміями.

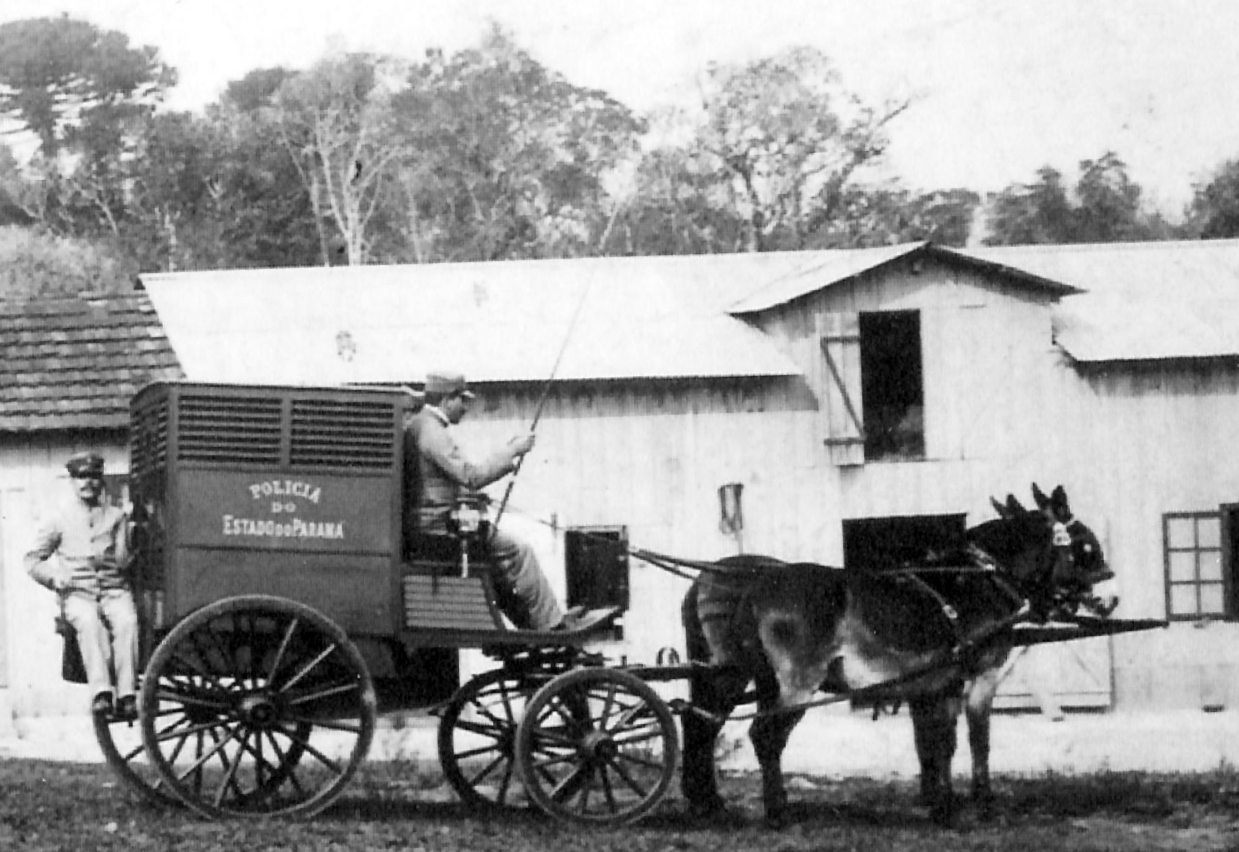
PMPR - 1909.

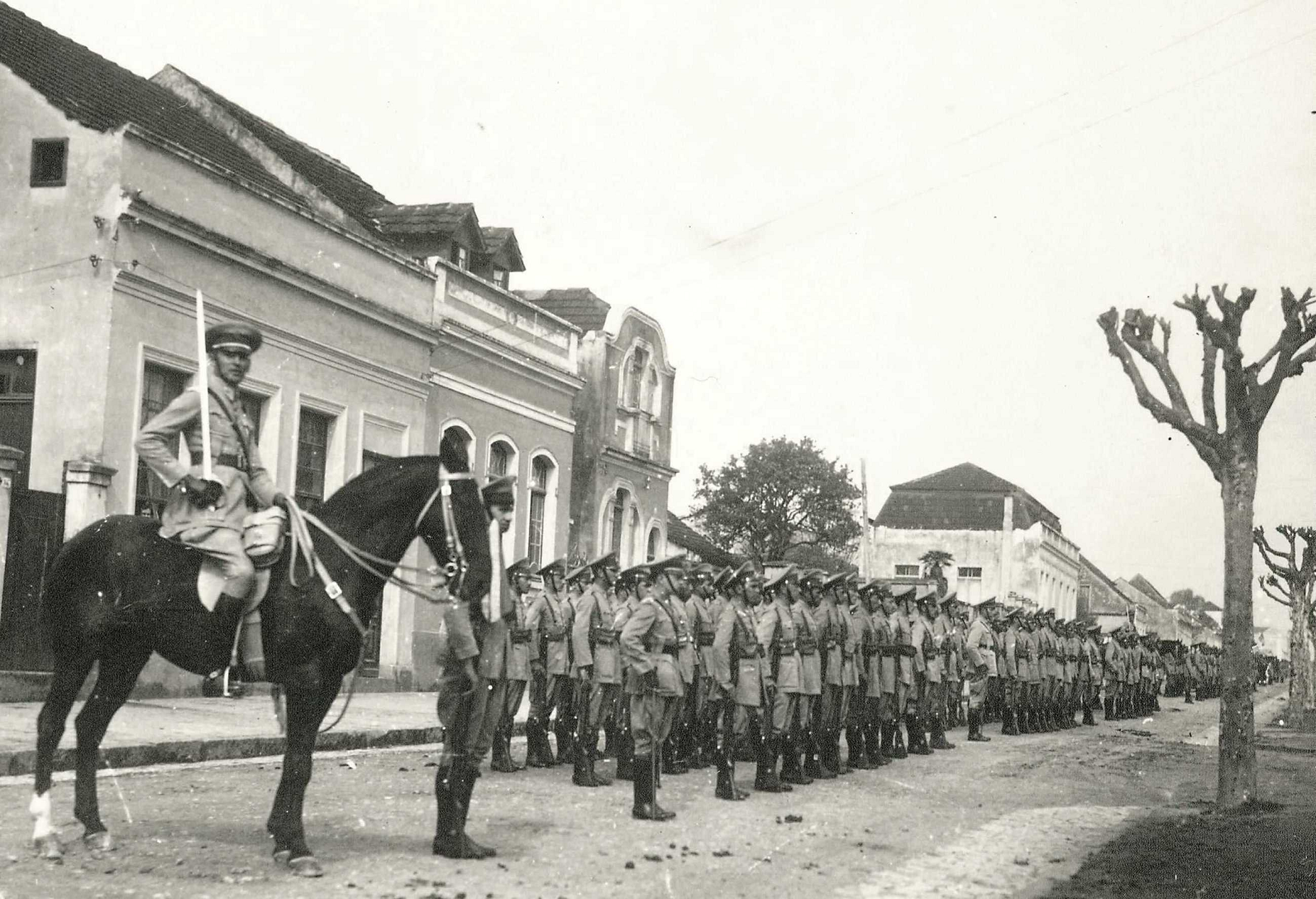
PMPR - 1938.

## Батальйонивійськової жандармерії
- 1 Батальйон - Понта-Гроса;
- 2 Батальйон - Жакарезінью;
- 3 Батальйон - Пату-Бранку;
- 4 Батальйон - Марінга;
- 5 Батальйон - Лондріна;
- 6 Батальйон - Каскавел;
- 7 Батальйон - Крузейру-ду-Уєсти;
- 8 Батальйон - Паранаваї;
- 9 Батальйон - Паранагуа;
- 10 Батальйон - Апукарана;
- 11 Батальйон - Кампу-Моран;
- 12 Батальйон - Куритиба;
- 13 Батальйон - Куритиба;
- 14 Батальйон - Фос-ду-Ігуасу;
- 15 Батальйон - Роландія;
- 16 Батальйон - Гуарапуава;
- 17 Батальйон - Сан-Жозе-дус-Піньяйс;
- 18 Батальйон - Корнеліу-Прокопіу;
- 19 Батальйон - Толеду;
- 20 Батальйон - Куритиба;
- 21 Батальйон - Франсіску-Белтран;
- 22 Батальйон - Коломбо;
- 23 Батальйон - Куритиба;
- 24 Батальйон - Маршал Рондон;
  - 1 Незалежна Компанія - Лапа;
  - 2 Незалежна Компанія - Уніан-да-Віторія;
  - 3 Незалежна Компанія - Телемаку-Борба;
  - 4 Незалежна Компанія - Лондріна;
  - 5 Незалежна Компанія - Умуарама;
  - 6 Незалежна Компанія - Івайпоран;
  - 7 Незалежна Компанія - Арапонгас;
  - 8 Незалежна Компанія - Іраті.

### Пожежний корпус
Пожежний корпус відкрився в 1912 році. Мілітаризована як Сапеурс-Помпіерс Франції, і підпорядкований структурам Військової Жандармерії Парана. Одна група рівноважна батальйону, а підгрупа є еквівалентом компанії. Групи і підгрупи розташовані у великих міських центрах. У менших містах боротьба з пожежами ведеться малими самостійними групами пожежних волонтерів.
- 1 Група - Куритиба;
- 2 Група - Балса-Нова;

- 3 Група - Лондріна;
- 4 Група - Каскавел;
- 5 Група - Марінга;
- 6 Група - Сан-Жозе-дус-Піньяйс;
- 7 Група - Куритиба;
- 8 Група - Паранагуа;
- 9 Група - Фос-ду-Ігуасу;
- 1 Незалежна Підгрупа - Івайпоран;

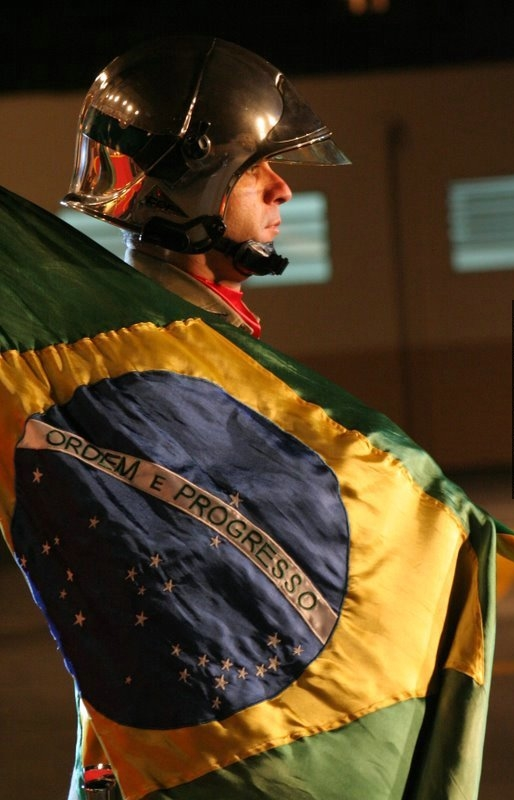
Прапорщик

- 2 Незалежна Підгрупа - Пату-Бранку;
- 3 Незалежна Підгрупа - Франсиску-Белтран;
- 4 Незалежна Підгрупа - Апукарана;
- 5 Незалежна Підгрупа - Гуарапуава;
- 6 Незалежна Підгрупа - Умуарама.

## Поліцейський автомобіль

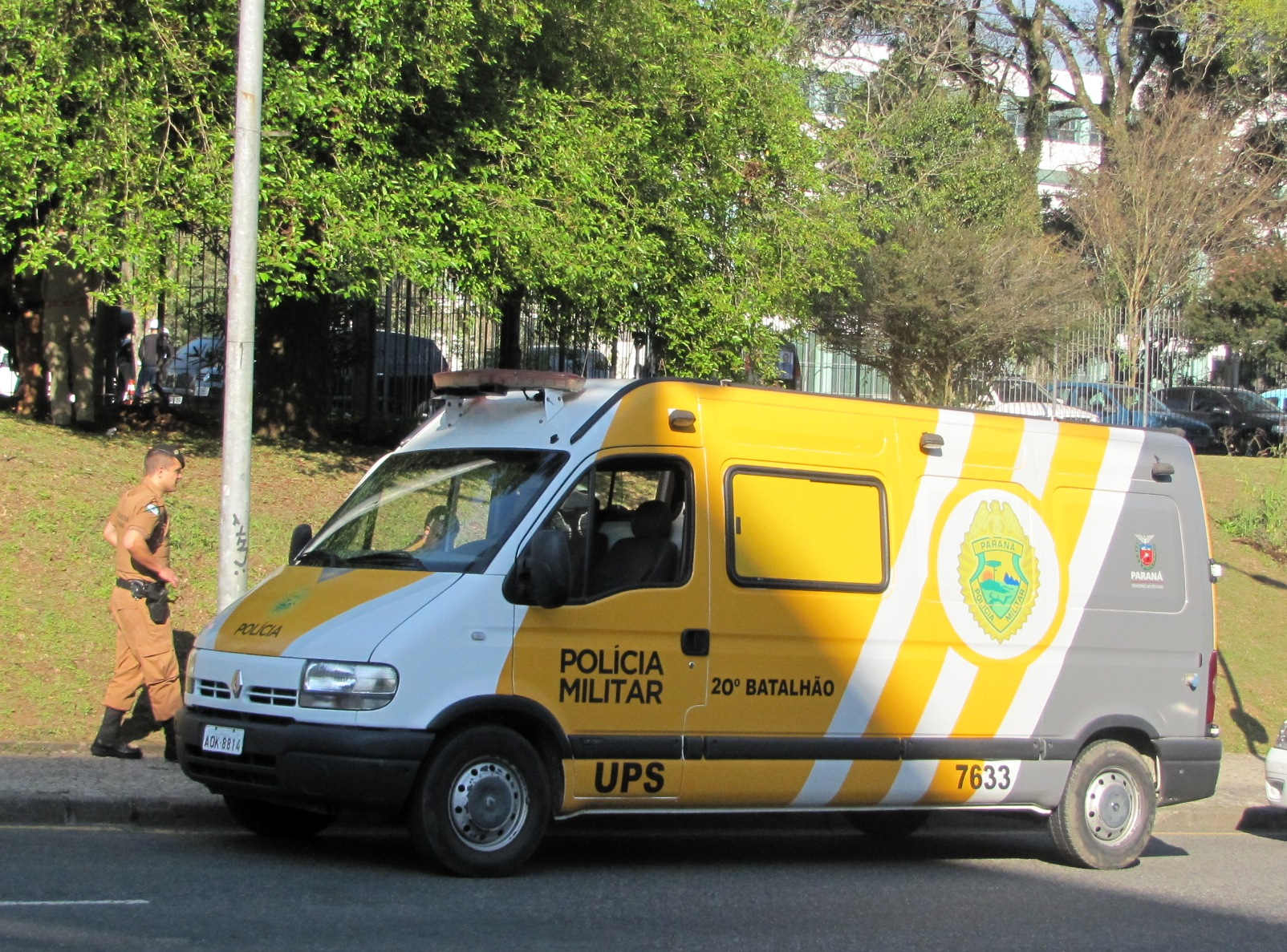
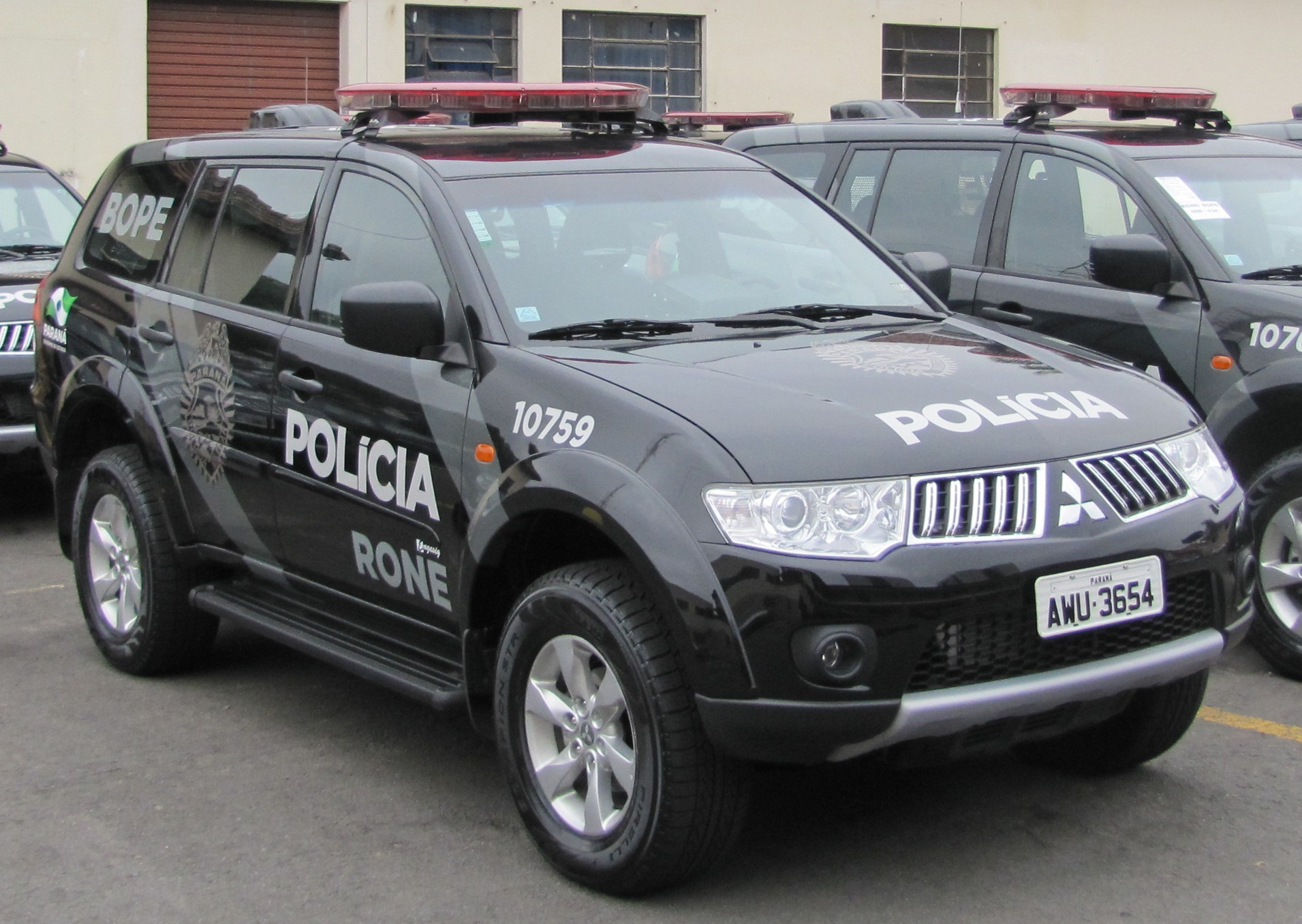
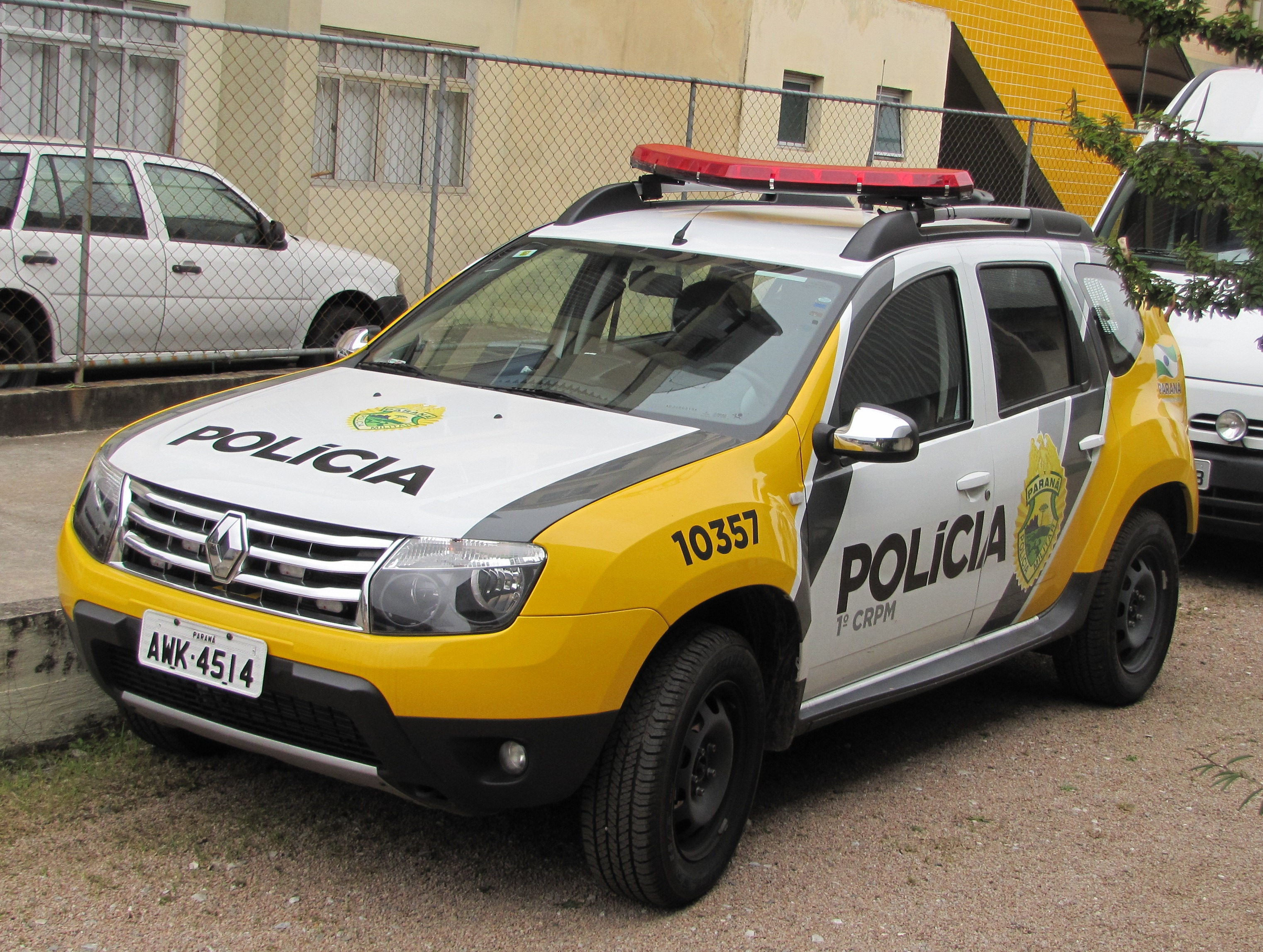
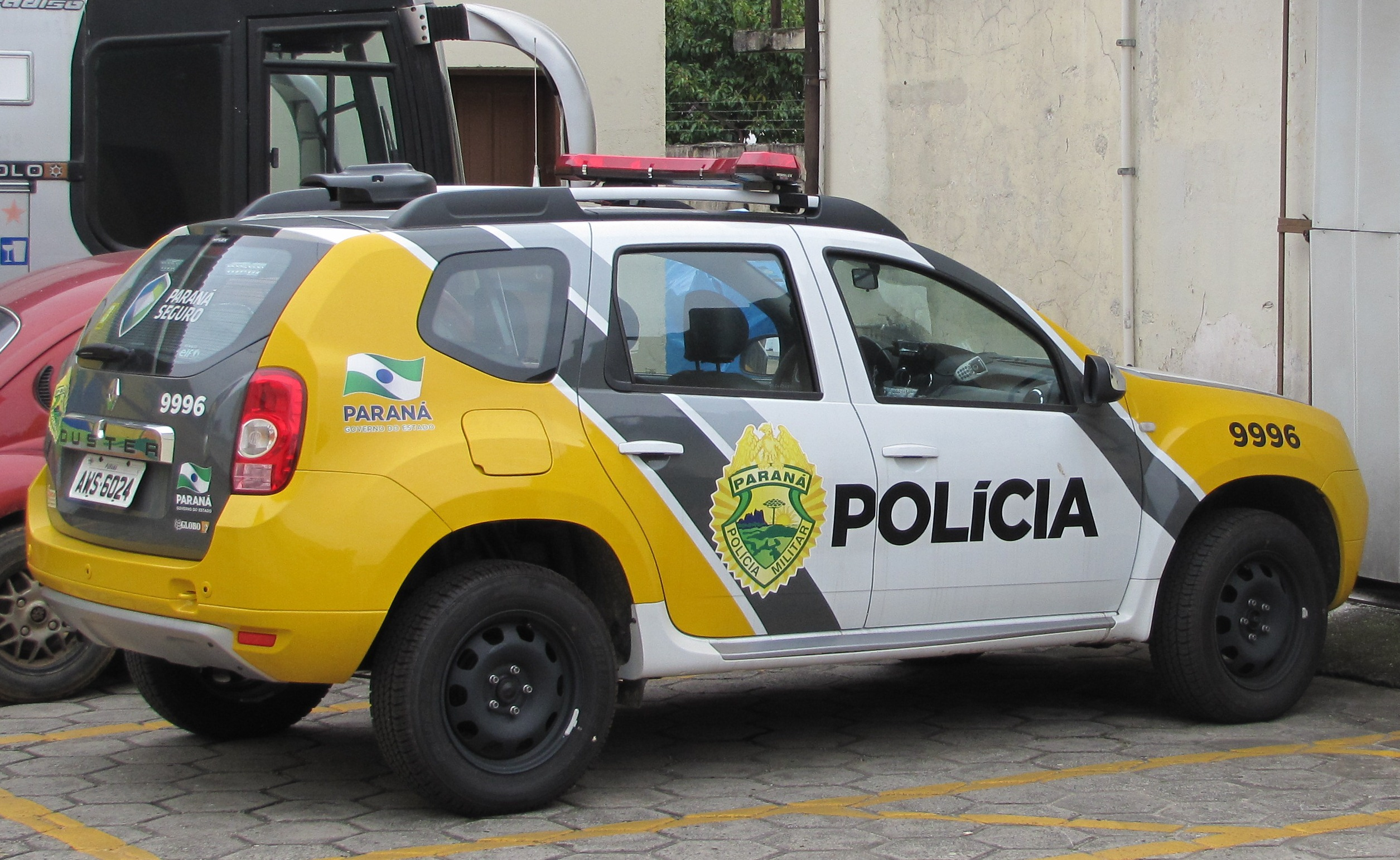
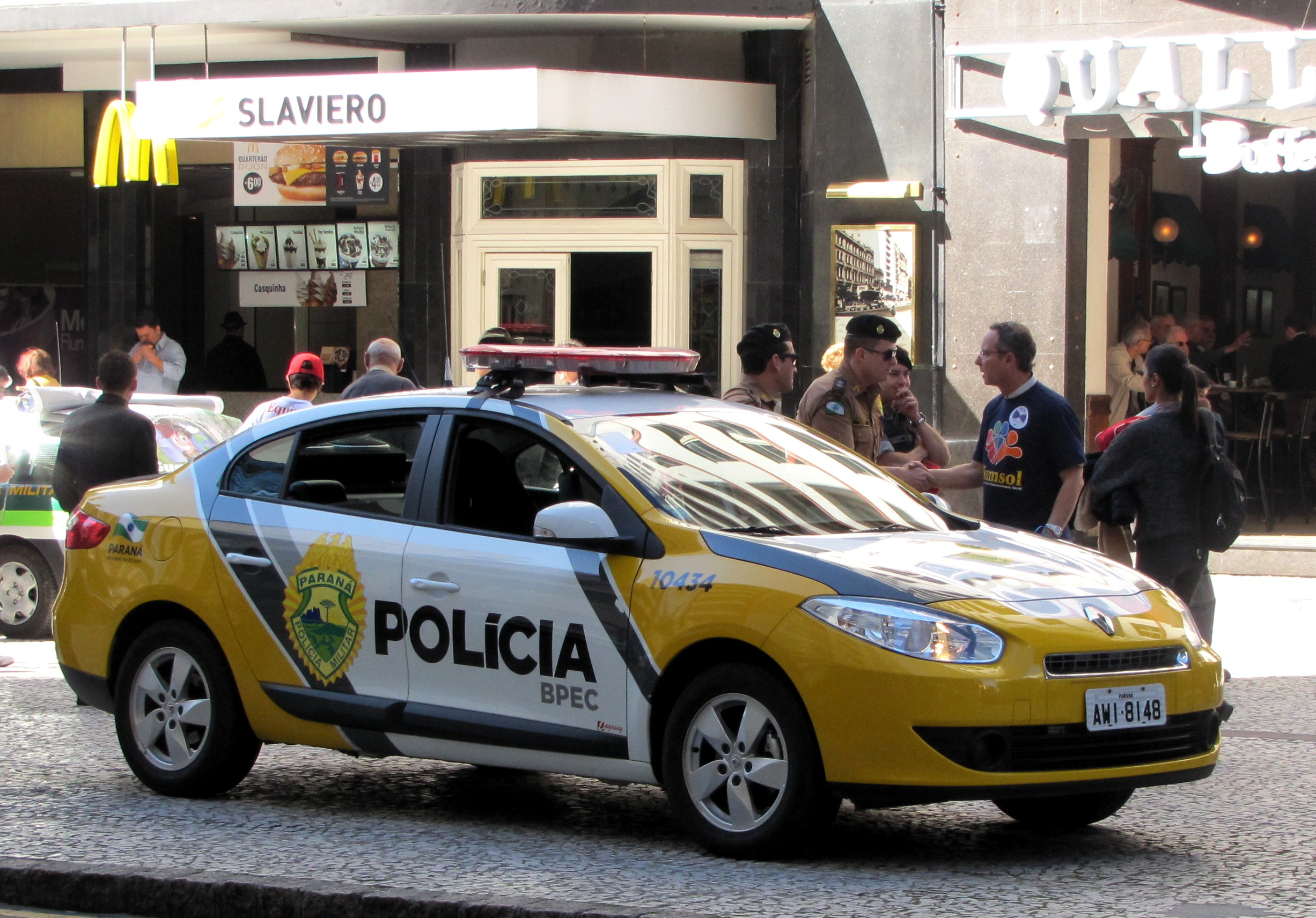

## Пожежний автомобіль

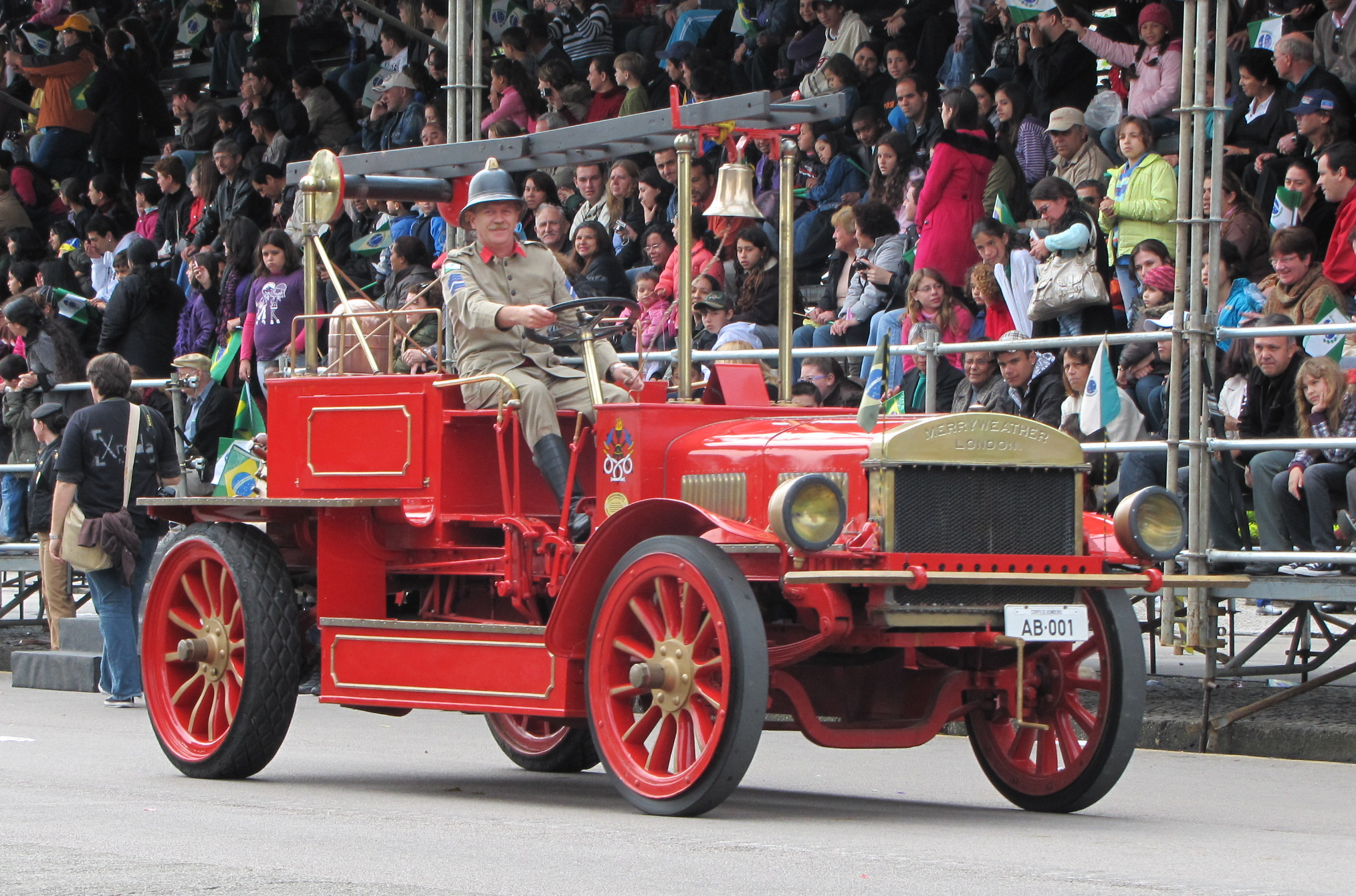
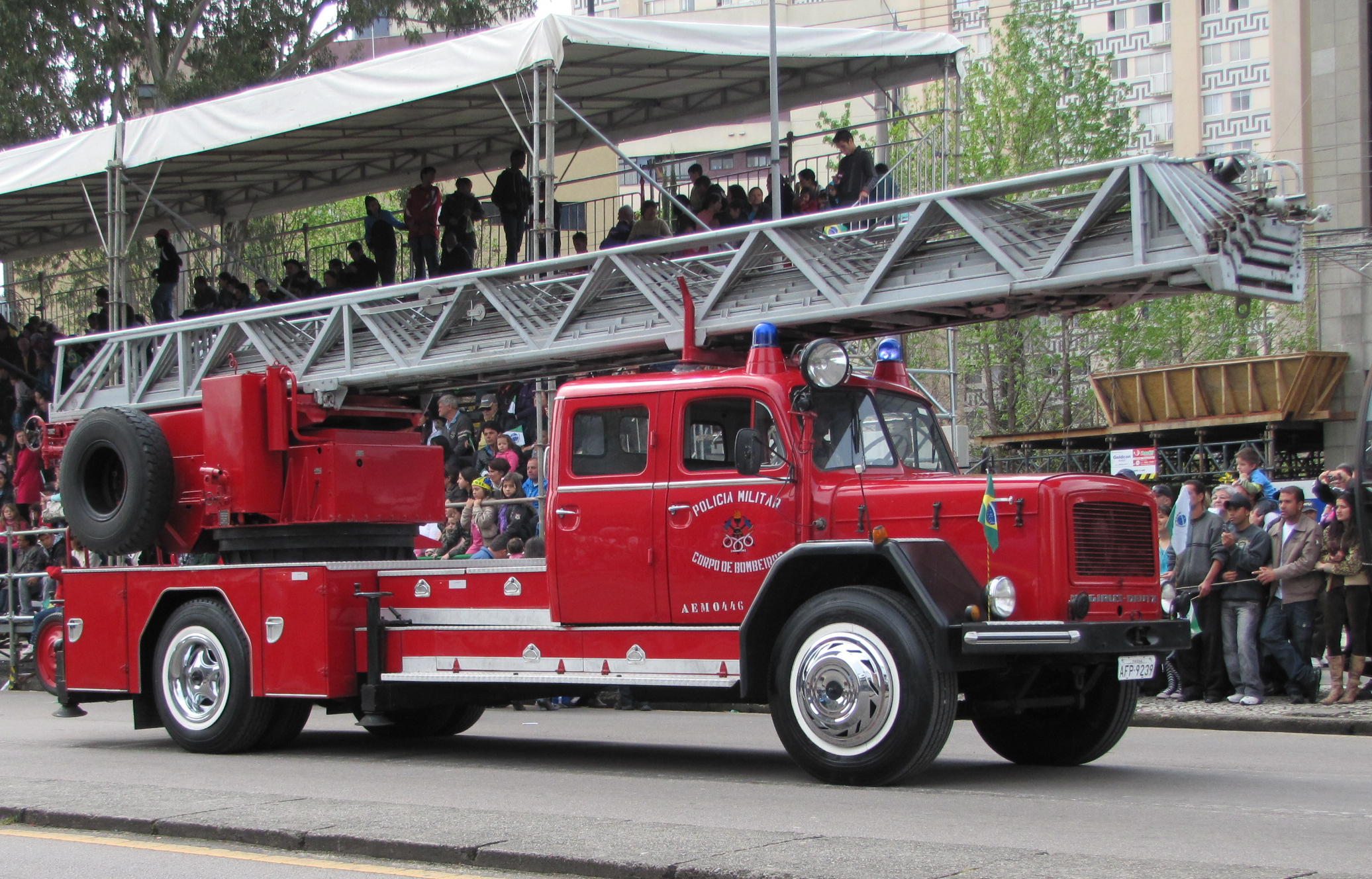
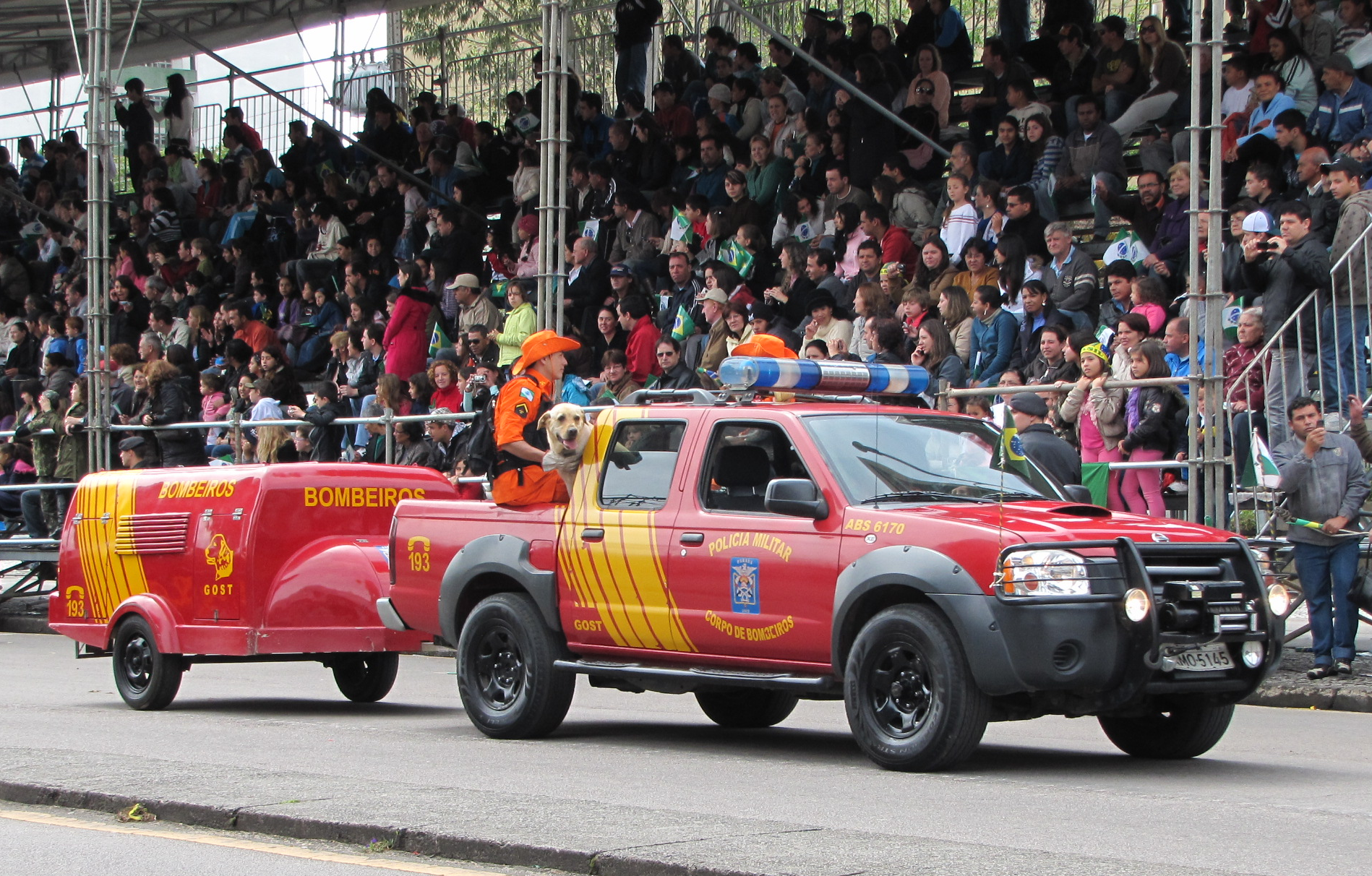
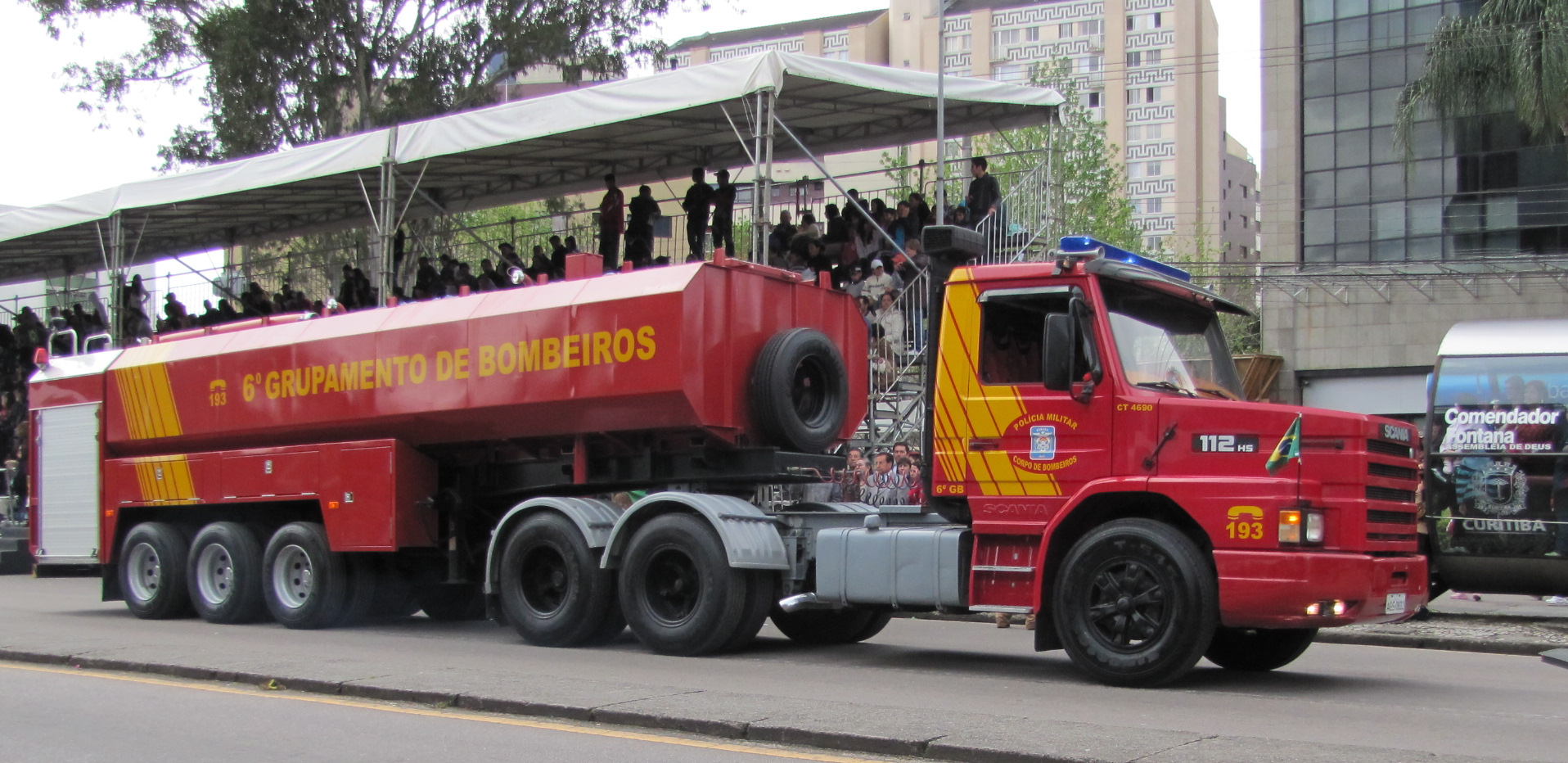
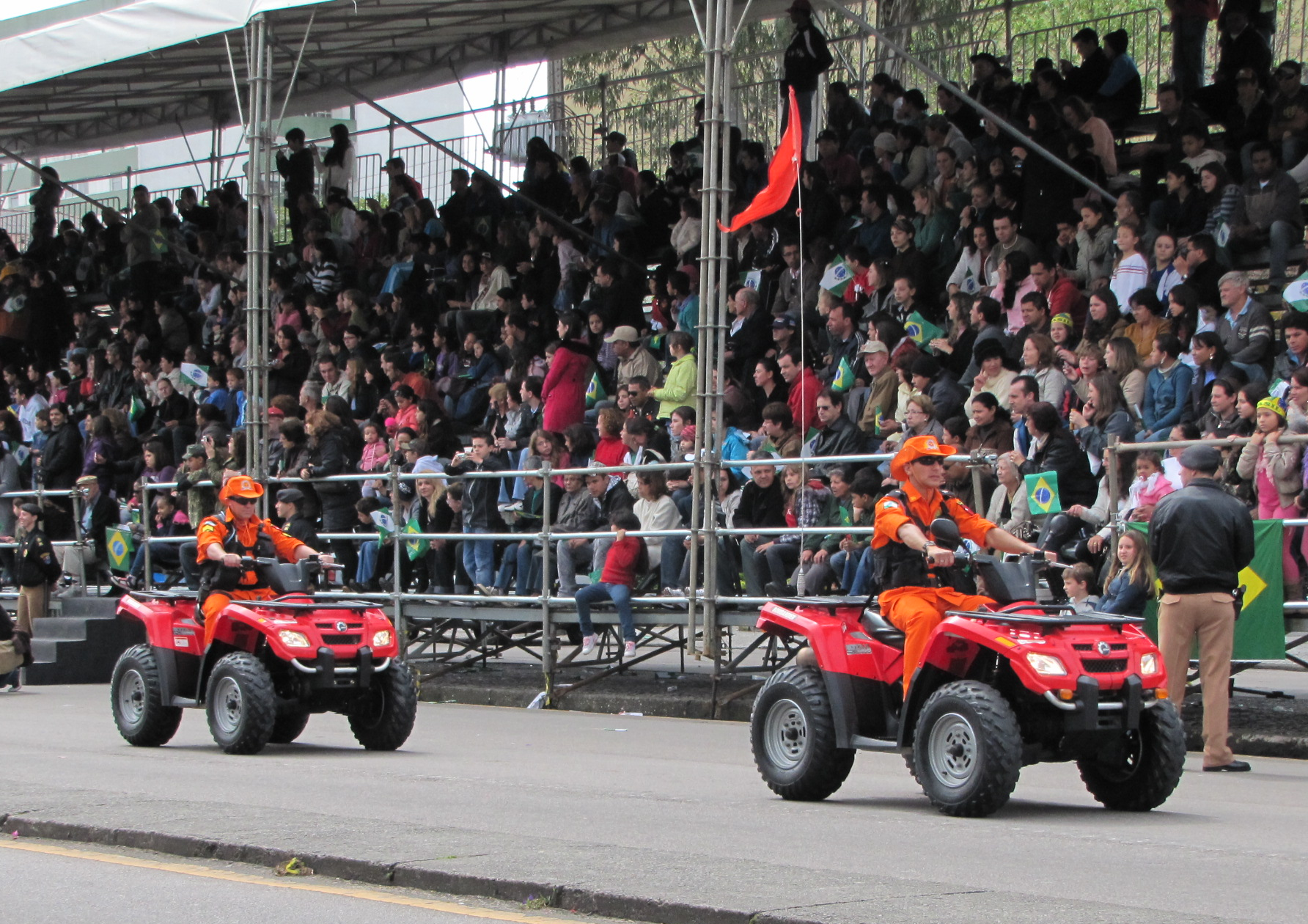
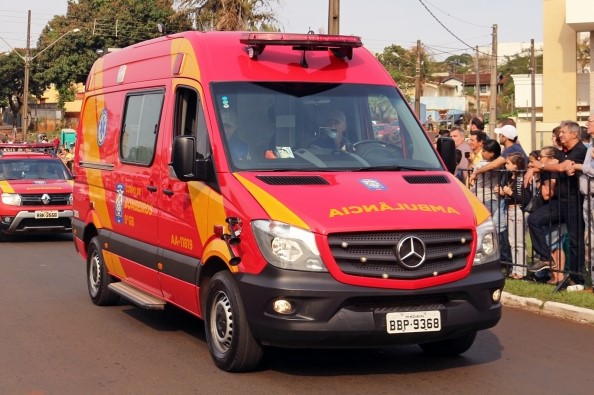
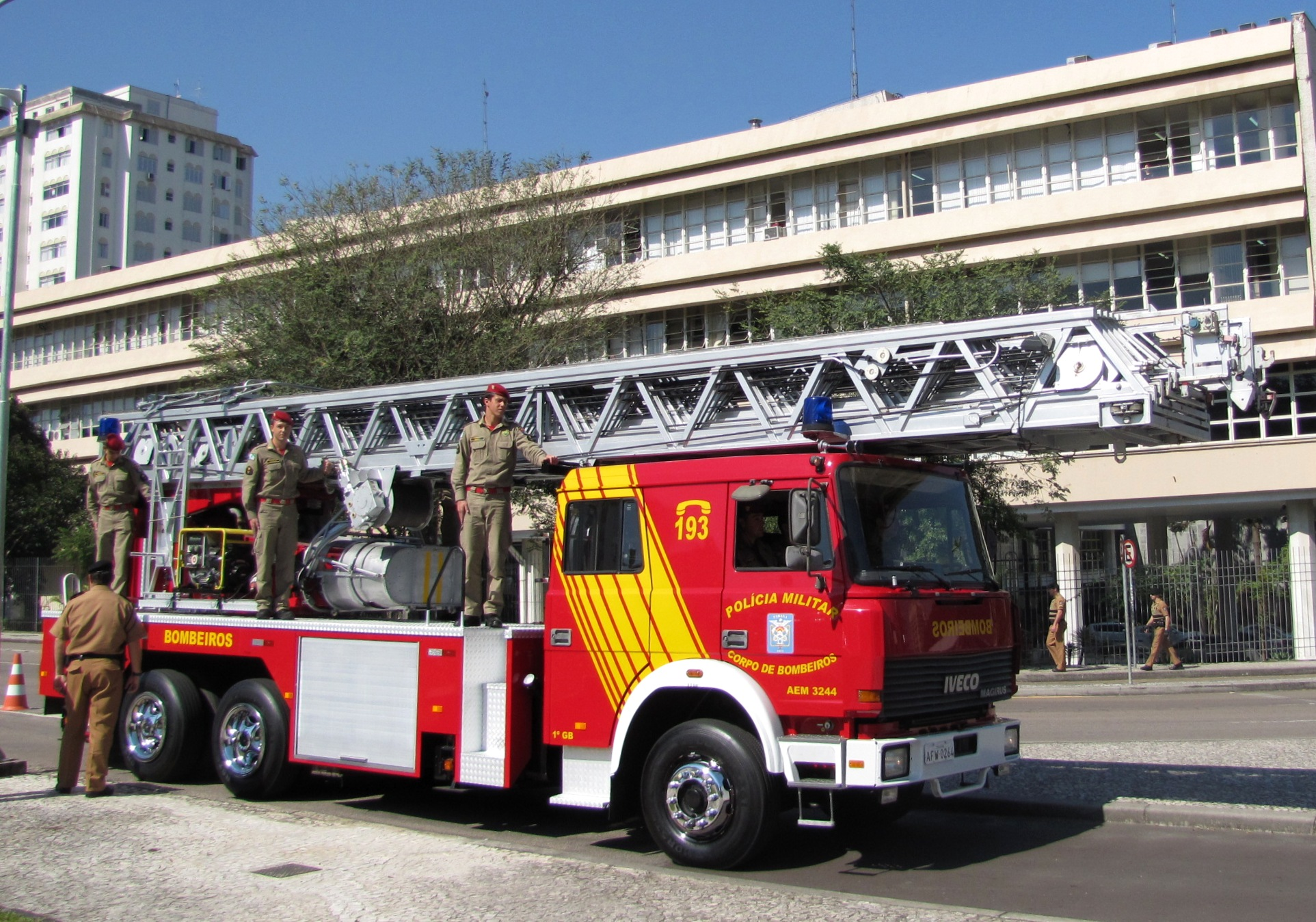
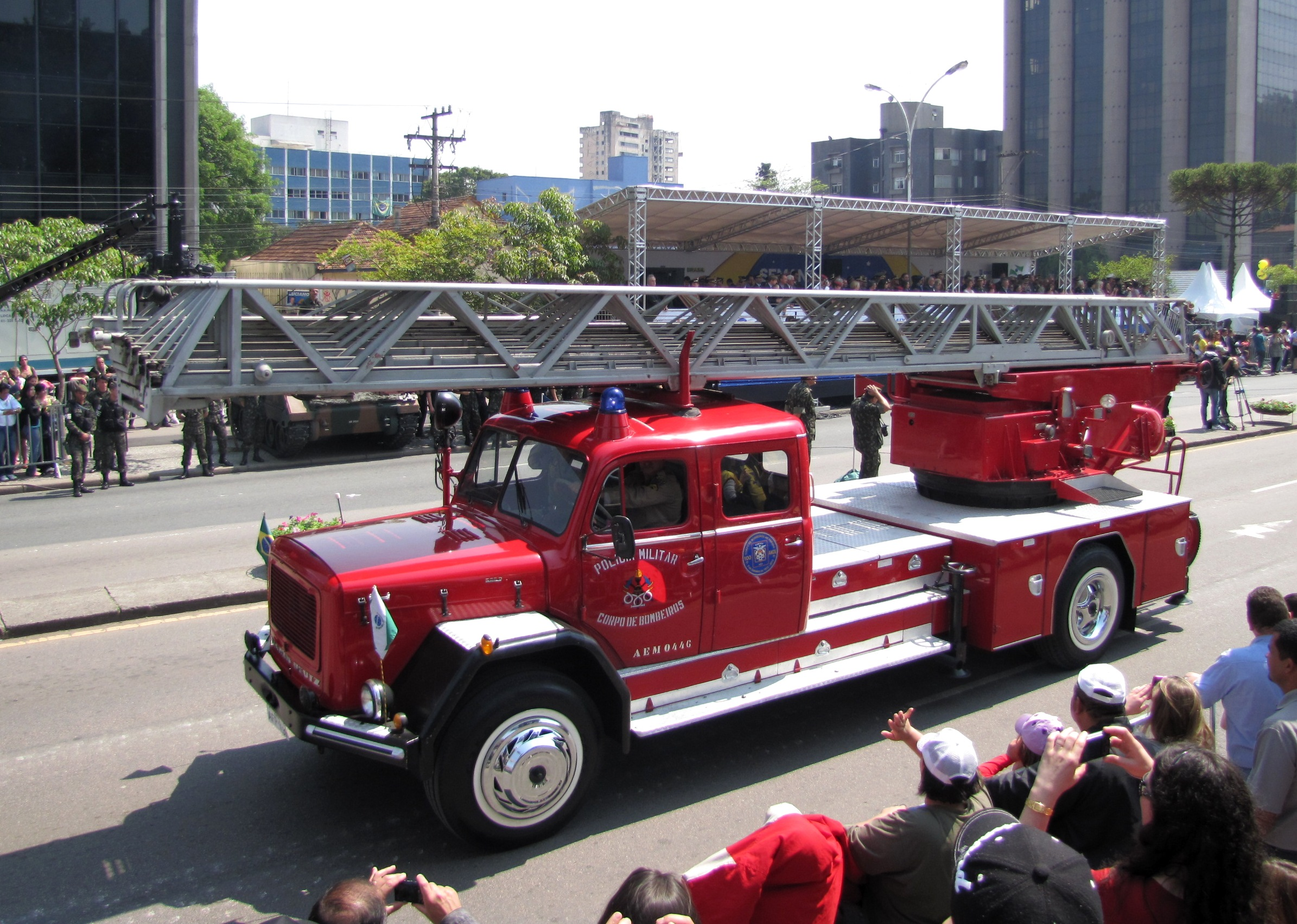
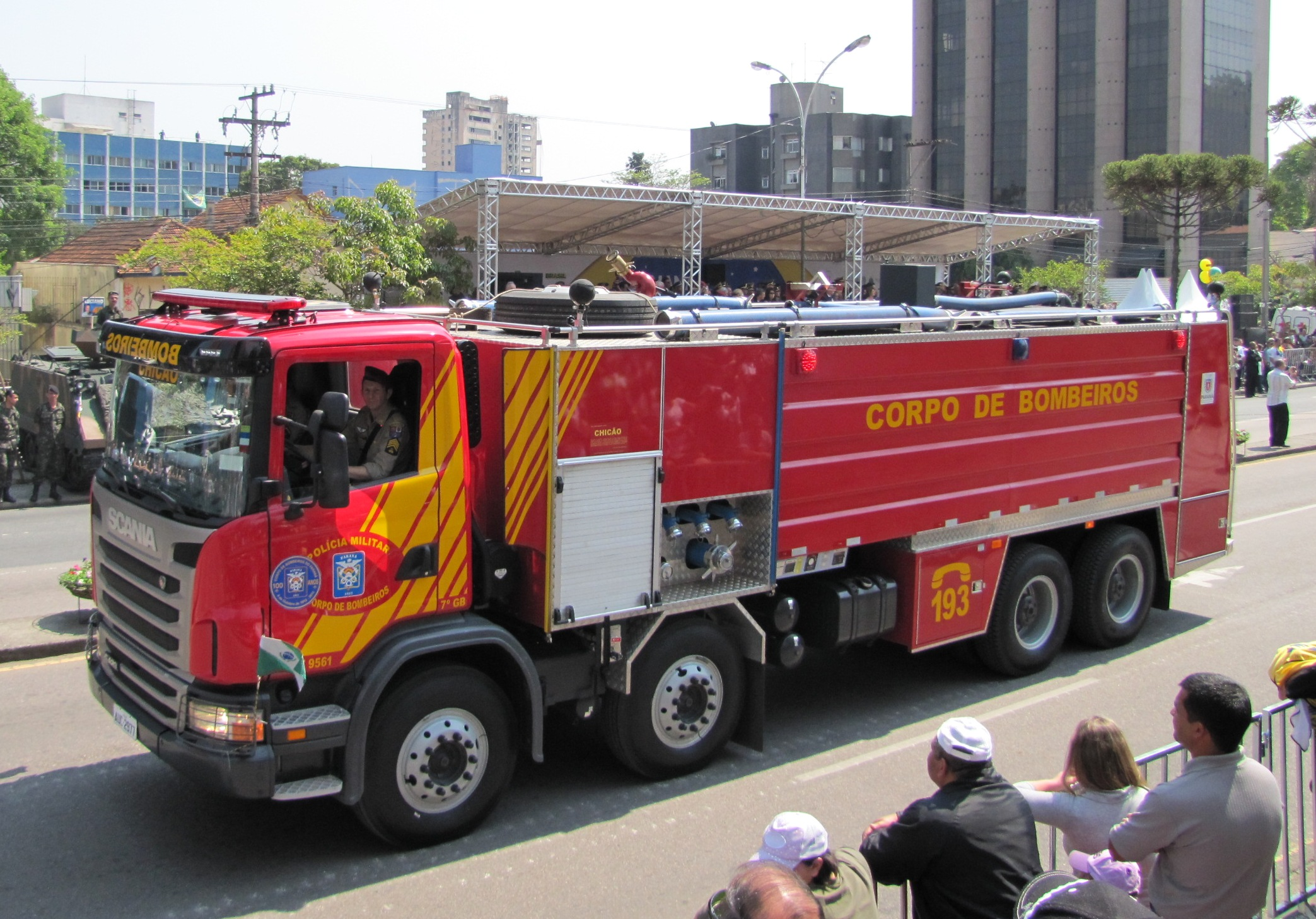
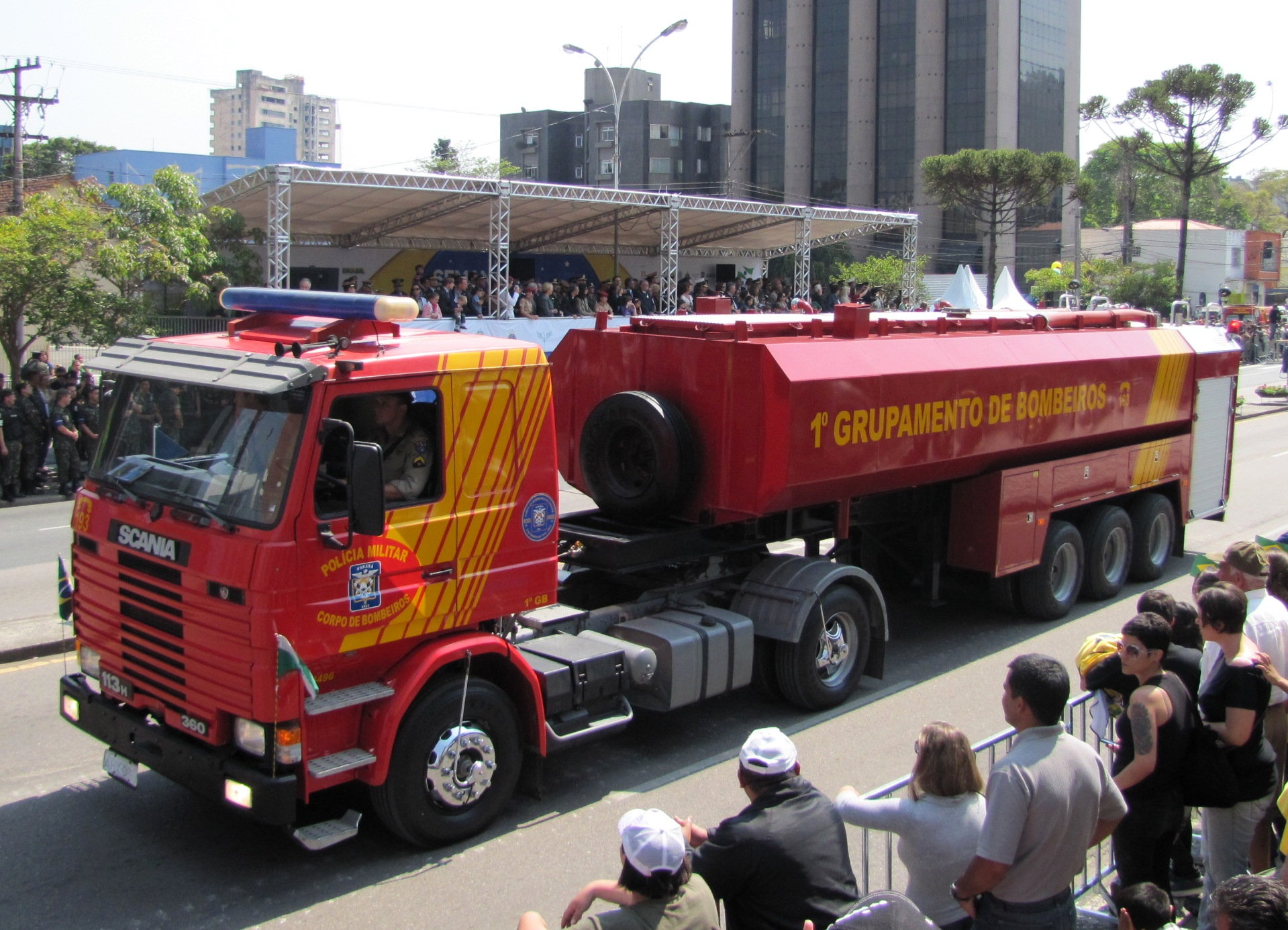
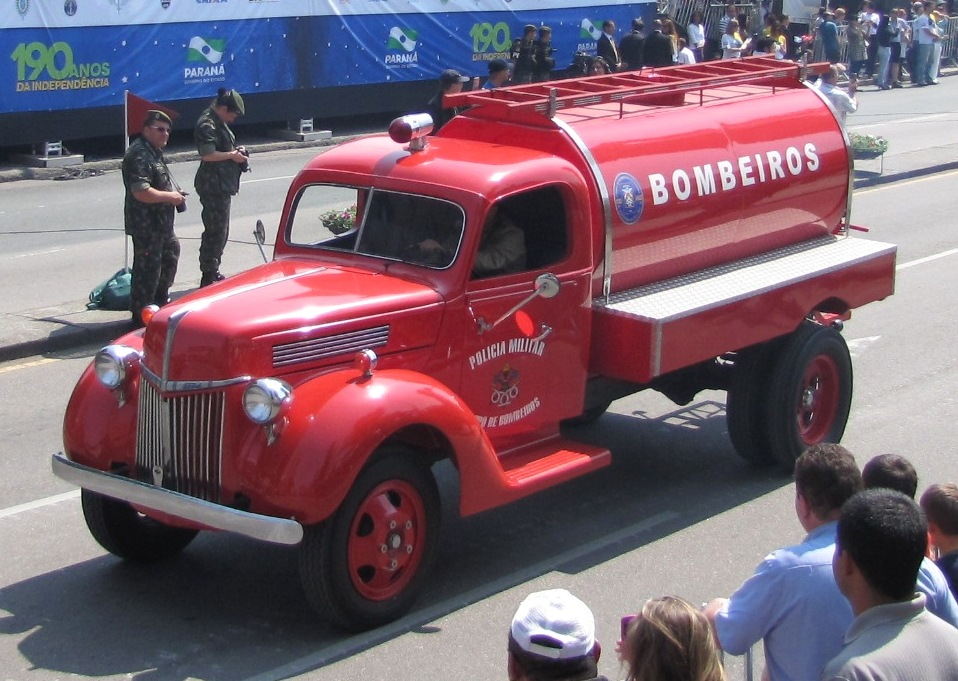
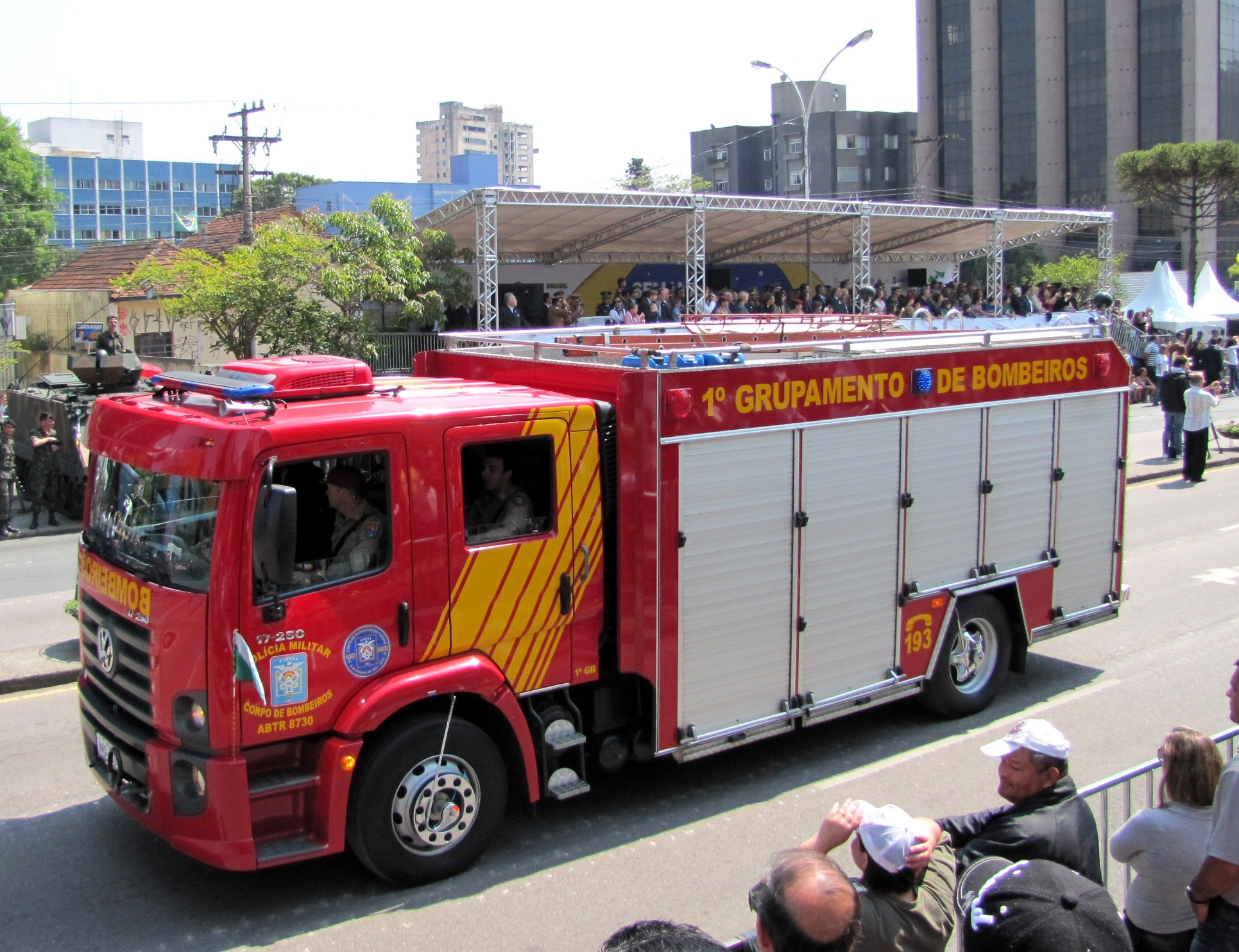

### Військові звання
| Полковник | Підполковник | Майор | Капітан | 1 Поручик | 2 Поручик | Аспирант | Підпоручик |
| --------- | ------------ | ----- | ------- | --------- | --------- | -------- | ---------- |
|           |              |       |         |           |           |          |            |

| 1 Сержант | 2 Сержант | 3 Сержант | Капрал | Солдат |
| --------- | --------- | --------- | ------ | ------ |
|           |           |           |        |        |